# موشک زنیت
زنیت یکی از پرتابگرهای تجاری مطرح دنیا به حساب می‌آید.